# 226 av. J.-C.
Cette page concerne l'année 226 av. J.-C. du calendrier julien proleptique.

## Événements
- 11 juin (21 avril du calendrier romain) : début à Rome du consulat de Marcus Valerius Maximus Messalla et Lucius Apustius Fullo[1].
- Été, guerre de Cléomène : le roi de Sparte Cléomène III est vainqueur de la ligue achéenne à Hecatombaeum, près de Dymè[2].

- Traité de l'Iber : Hasdrubal le Beau négocie avec Rome un traité délimitant les zones d’influences en Espagne à l’Èbre (ou au Jucar)[3]. Rome n’a pas d’intérêt en Espagne, mais elle est liée par un foedus aequum à Marseille, qui possède des comptoirs et des colonies échelonnées d’Emporiae à Hemeroscopium et Aloris[4].
- Face à la menace d’une invasion gauloise sur l’Italie, Rome met sur pied près de 800 000 hommes, selon un relevé transmis par Polybe[5].

- Début du règne de Séleucos III Sôter Kéraunos, roi de Syrie (fin en 223 av. J.-C.)[6].
- Cléomène III de Sparte, soutenu financièrement par Ptolémée III, cherche à dominer la Ligue achéenne. Aratos de Sicyone doit faire des avances diplomatiques à Antigone III Doson[7].

## Décès en 226 av. J.-C.
- Antiochos Hiérax, assassiné en Thrace.
- Séleucos II, souverain séleucide.